# Eriococcus
Eriococcus är ett släkte av insekter som beskrevs av Targioni Tozzetti 1868. Eriococcus ingår i familjen filtsköldlöss.

## Dottertaxa tillEriococcus, i alfabetisk ordning[1][2]
- Eriococcus abaii
- Eriococcus abditus
- Eriococcus abeliceae
- Eriococcus acericola
- Eriococcus actius
- Eriococcus acutispinatus
- Eriococcus acutus
- Eriococcus adenostomae
- Eriococcus adzharicus
- Eriococcus agonis
- Eriococcus agropyri
- Eriococcus albatus
- Eriococcus alpina
- Eriococcus altaicus
- Eriococcus ammophilus
- Eriococcus amomidis
- Eriococcus angulatus
- Eriococcus apiomorphae
- Eriococcus araucariae
- Eriococcus arboisi
- Eriococcus arcanus
- Eriococcus arctostaphyli
- Eriococcus arenariae
- Eriococcus arenosus
- Eriococcus argentifagi
- Eriococcus armeniacus
- Eriococcus artemisiarum
- Eriococcus arthrophyti
- Eriococcus artiguesi
- Eriococcus asteliae
- Eriococcus aurescens
- Eriococcus australis
- Eriococcus azaleae
- Eriococcus azumae
- Eriococcus baldonensis
- Eriococcus bambusae
- Eriococcus barri
- Eriococcus beilschmiediae
- Eriococcus beshearae
- Eriococcus betulaefoliae
- Eriococcus bezzii
- Eriococcus bicolor
- Eriococcus boguschi
- Eriococcus borchsenii
- Eriococcus brachypodii
- Eriococcus brasiliensis
- Eriococcus brevenniae
- Eriococcus brittini
- Eriococcus brucius
- Eriococcus busariae
- Eriococcus buxi
- Eriococcus cactearum
- Eriococcus campbelli
- Eriococcus campinensis
- Eriococcus cantium
- Eriococcus carolinae
- Eriococcus castanopus
- Eriococcus casuarinae
- Eriococcus caudatus
- Eriococcus cavellii
- Eriococcus celmisiae
- Eriococcus centaureae
- Eriococcus chabohiba
- Eriococcus chalazogamarum
- Eriococcus chaoticus
- Eriococcus chathamensis
- Eriococcus chilensis
- Eriococcus chilos
- Eriococcus cingulatus
- Eriococcus cistacearum
- Eriococcus coccineus
- Eriococcus coffeae
- Eriococcus confluens
- Eriococcus confusus
- Eriococcus conspersus
- Eriococcus constrictus
- Eriococcus coprosmae
- Eriococcus coriaceus
- Eriococcus corniculatus
- Eriococcus coronillae
- Eriococcus costaricensis
- Eriococcus costatus
- Eriococcus crassispinus
- Eriococcus crenilobatus
- Eriococcus crispus
- Eriococcus crofti
- Eriococcus cryptus
- Eriococcus cultellus
- Eriococcus curassavicus
- Eriococcus cynodontis
- Eriococcus cypraeaeformis
- Eriococcus dacrydii
- Eriococcus danthoniae
- Eriococcus danzigae
- Eriococcus davidsoni
- Eriococcus deformis
- Eriococcus dennoi
- Eriococcus desertus
- Eriococcus detectus
- Eriococcus devoniensis
- Eriococcus diaboli
- Eriococcus diversispinus
- Eriococcus droserae
- Eriococcus dubius
- Eriococcus elaeocarpi
- Eriococcus elegans
- Eriococcus elytranthae
- Eriococcus emirnensis
- Eriococcus epacrotrichus
- Eriococcus ericae
- Eriococcus erinaceus
- Eriococcus eriogoni
- Eriococcus erwini
- Eriococcus etbaicus
- Eriococcus eucalypti
- Eriococcus euphorbiae
- Eriococcus eurythrix
- Eriococcus evelinae
- Eriococcus fagicorticis
- Eriococcus festucarum
- Eriococcus formicicola
- Eriococcus fossilis
- Eriococcus fossor
- Eriococcus franceschinii
- Eriococcus froebeae
- Eriococcus fuligitectus
- Eriococcus gassinus
- Eriococcus gaultheriae
- Eriococcus gerbergi
- Eriococcus gibbus
- Eriococcus glanduliferus
- Eriococcus glyceriae
- Eriococcus gouxi
- Eriococcus gracilispinus
- Eriococcus graminis
- Eriococcus grandis
- Eriococcus granulatus
- Eriococcus greeni
- Eriococcus guesinus
- Eriococcus gurneyi
- Eriococcus hakeae
- Eriococcus hassanicus
- Eriococcus hebes
- Eriococcus helichrysi
- Eriococcus hellenica
- Eriococcus henmii
- Eriococcus henryi
- Eriococcus herbaceus
- Eriococcus heteroacanthos
- Eriococcus hispidus
- Eriococcus howelli
- Eriococcus hoyi
- Eriococcus humatus
- Eriococcus iljiniae
- Eriococcus imperfectus
- Eriococcus inermis
- Eriococcus insignis
- Eriococcus ironsidei
- Eriococcus irregularis
- Eriococcus isacanthus
- Eriococcus istresianus
- Eriococcus istriensis
- Eriococcus jorgenseni
- Eriococcus kamahi
- Eriococcus kaschgariae
- Eriococcus kemptoni
- Eriococcus kijabensis
- Eriococcus kondarensis
- Eriococcus korotyaevi
- Eriococcus kowhai
- Eriococcus lactucae
- Eriococcus laeticoris
- Eriococcus laevigatus
- Eriococcus lagerstroemiae
- Eriococcus laingi
- Eriococcus lanatus
- Eriococcus larreae
- Eriococcus latialis
- Eriococcus latilobatus
- Eriococcus lecanioides
- Eriococcus leguminicola
- Eriococcus leptoporus
- Eriococcus leptospermi
- Eriococcus lidgetti
- Eriococcus mackenziei
- Eriococcus macrobactrus
- Eriococcus madeirensis
- Eriococcus mancus
- Eriococcus marginalis
- Eriococcus maskelli
- Eriococcus matai
- Eriococcus matesovae
- Eriococcus megaporus
- Eriococcus mendozae
- Eriococcus meridianus
- Eriococcus mesotrichus
- Eriococcus micracanthus
- Eriococcus microtrichus
- Eriococcus milleri
- Eriococcus mimus
- Eriococcus minimus
- Eriococcus miscanthi
- Eriococcus missourii
- Eriococcus monotrichus
- Eriococcus montanus
- Eriococcus montifagi
- Eriococcus multispinatus
- Eriococcus multispinosus
- Eriococcus multispinus
- Eriococcus mumtazi
- Eriococcus munroi
- Eriococcus myrsinae
- Eriococcus navarinoensis
- Eriococcus nelsonensis
- Eriococcus nematosphaerus
- Eriococcus neomyrti
- Eriococcus ningxianensis
- Eriococcus nitidulus
- Eriococcus notabilis
- Eriococcus nothofagi
- Eriococcus nudulus
- Eriococcus nuerae
- Eriococcus oblongus
- Eriococcus oligacanthus
- Eriococcus oligotrichus
- Eriococcus onukii
- Eriococcus ophius
- Eriococcus orariensis
- Eriococcus orbiculus
- Eriococcus orientalis
- Eriococcus osbeckiae
- Eriococcus oxyacanthus
- Eriococcus pallidus
- Eriococcus palmeri
- Eriococcus palustris
- Eriococcus pamiricus
- Eriococcus papillosus
- Eriococcus parabilis
- Eriococcus parvisetus
- Eriococcus parvulus
- Eriococcus paucispinus
- Eriococcus perplexus
- Eriococcus philippinensis
- Eriococcus phyllocladi
- Eriococcus picta
- Eriococcus pimeliae
- Eriococcus piptandeniae
- Eriococcus pittospori
- Eriococcus placidus
- Eriococcus podhalensis
- Eriococcus podocarpi
- Eriococcus pohutukawa
- Eriococcus popayanensis
- Eriococcus populi
- Eriococcus pseudinsignis
- Eriococcus pustulatus
- Eriococcus puymorensis
- Eriococcus quercus
- Eriococcus raithbyi
- Eriococcus rata
- Eriococcus reynei
- Eriococcus rhadinothrix
- Eriococcus rhodomyrti
- Eriococcus ribesiae
- Eriococcus roboris
- Eriococcus rosaceus
- Eriococcus rosannae
- Eriococcus rotundus
- Eriococcus rubrifagi
- Eriococcus rubrus
- Eriococcus rugosus
- Eriococcus rusapiensis
- Eriococcus saboteneus
- Eriococcus sachalinensis
- Eriococcus salarius
- Eriococcus salicicola
- Eriococcus salicis
- Eriococcus salsolae
- Eriococcus sanguinairensis
- Eriococcus sasae
- Eriococcus saxatilis
- Eriococcus saxidesertus
- Eriococcus serratilobis
- Eriococcus setulosus
- Eriococcus shiraiwai
- Eriococcus siakwanensis
- Eriococcus simplex
- Eriococcus smithi
- Eriococcus socialis
- Eriococcus sojae
- Eriococcus sophorae
- Eriococcus sordidus
- Eriococcus spiniferus
- Eriococcus spiniger
- Eriococcus spiraeae
- Eriococcus spurius
- Eriococcus stauroporus
- Eriococcus stellatus
- Eriococcus stenoclini
- Eriococcus subterraneus
- Eriococcus sutepensis
- Eriococcus syncarpiae
- Eriococcus targassonensis
- Eriococcus tavignani
- Eriococcus tenuis
- Eriococcus tepperi
- Eriococcus tesselatus
- Eriococcus teucriicolus
- Eriococcus texanus
- Eriococcus tholothrix
- Eriococcus thymelaeae
- Eriococcus thymi
- Eriococcus tillandsiae
- Eriococcus timidus
- Eriococcus tinsleyi
- Eriococcus tokaedae
- Eriococcus tosotrichus
- Eriococcus tounetae
- Eriococcus transversus
- Eriococcus tricarinatus
- Eriococcus tripartitus
- Eriococcus trispinatus
- Eriococcus tucurincae
- Eriococcus turanicus
- Eriococcus turkmenicus
- Eriococcus ulmarius
- Eriococcus uvaeursi
- Eriococcus valenzuelae
- Eriococcus wangi
- Eriococcus variabilis
- Eriococcus washingtonensis
- Eriococcus veyrensis
- Eriococcus whiteheadi
- Eriococcus williamsi
- Eriococcus villosus
- Eriococcus zernae
- Eriococcus zygophylli